# 大阪第一食糧
株式会社大阪第一食糧（おおさかだいいちしょくりょう、英: OSAKA DAIICHI SHOKURYO Co., Ltd.）は、大阪府大阪市浪速区に本社を置く、精米の卸販売を行う企業である。
伊藤忠商事株式会社の完全子会社（孫会社）。

## 会社概要
関西を地盤とする精米卸企業の一社。「タワラ印」のブランドの米で知られる。一般的には長きに渡り、関西圏内のみでテレビCMも放映されているため、高い知名度を持つものの、販売地域が大阪・阪神地域を中心としているため、その他播磨・丹後等の関西遠方方面では、同社の精米の流通量は少ない。
個人経営の商店から事業開始した企業ではなく、組合員の出資により食糧協同組合として設立された企業であるため、全国農業協同組合連合会との関係が深い。このため伊丹産業のように、精米集荷から多角経営により、燃料分野等にまで事業を広げるには至っていない。

## 沿革
- 1951年（昭和26年）3月 - 大阪第一食糧事業協同組合設立（出資者5,000名、出資金1億6,000万円）。
- 2000年（平成12年）5月 - 総会で株式会社への組織変更が決議。
- 2000年（平成12年）7月 - 株式会社大阪第一食糧が発足（資本金8億1,915万円）。
- 2002年（平成14年）10月 - 東京の木徳神糧株式会社と業務提携。
- 2013年（平成25年）2月 - 伊藤忠商事の完全子会社である伊藤忠食糧株式会社の持分法適用関連会社となる。
- 2015年（平成27年）
  - 2月 - 株式公開買付けにより伊藤忠食糧株式会社の子会社となる。
  - 3月 - 伊藤忠食糧株式会社の完全子会社となる。

## CMキャラクター
- 市毛良枝
- 浜村淳
- ハイヒールモモコ
- 中村美律子

など

## スポンサー番組（全て過去）
- ノックは無用!（関西テレビ）
- ノンストップゲーム（同上）
- おはよう朝日です（朝日放送）

など